# El Tornadizo
El Tornadizo ist ein Ort und eine westspanische Gemeinde (municipio) mit 86 Einwohnern (Stand: 2024) in der Provinz Salamanca in der Autonomen Region Kastilien-León.
Zur Gemeinde gehört neben dem Ort El Tornadizo die Wüstung Mata de Arriba.

## Lage
El Tornadizo liegt etwa 58 Kilometer südsüdöstlich von Salamanca und etwa 180 Kilometer westlich von Madrid in einer Höhe von ca. 885 m. Der Río Alagón begrenzt die Gemeinde im Osten.
Das Klima im Winter ist kühl, im Sommer dagegen durchaus warm; die Niederschlagsmengen fallen – mit Ausnahme der nahezu regenlosen Sommermonate – verteilt übers ganze Jahr.

## Bevölkerungsentwicklung
| Jahr      | 1970 | 1981 | 1991 | 2001 | 2011 | 2021 |
| Einwohner | 313  | 198  | 158  | 140  | 114  | 92   |

Der deutliche Bevölkerungsrückgang seit den 1950er Jahren ist im Wesentlichen auf die Mechanisierung der Landwirtschaft sowie auf die Aufgabe von bäuerlichen Kleinbetrieben und den damit einhergehenden Verlust an Arbeitsplätzen zurückzuführen (Landflucht).

## Sehenswürdigkeiten
- Gabrielskirche (Iglesia de San Gabriel)

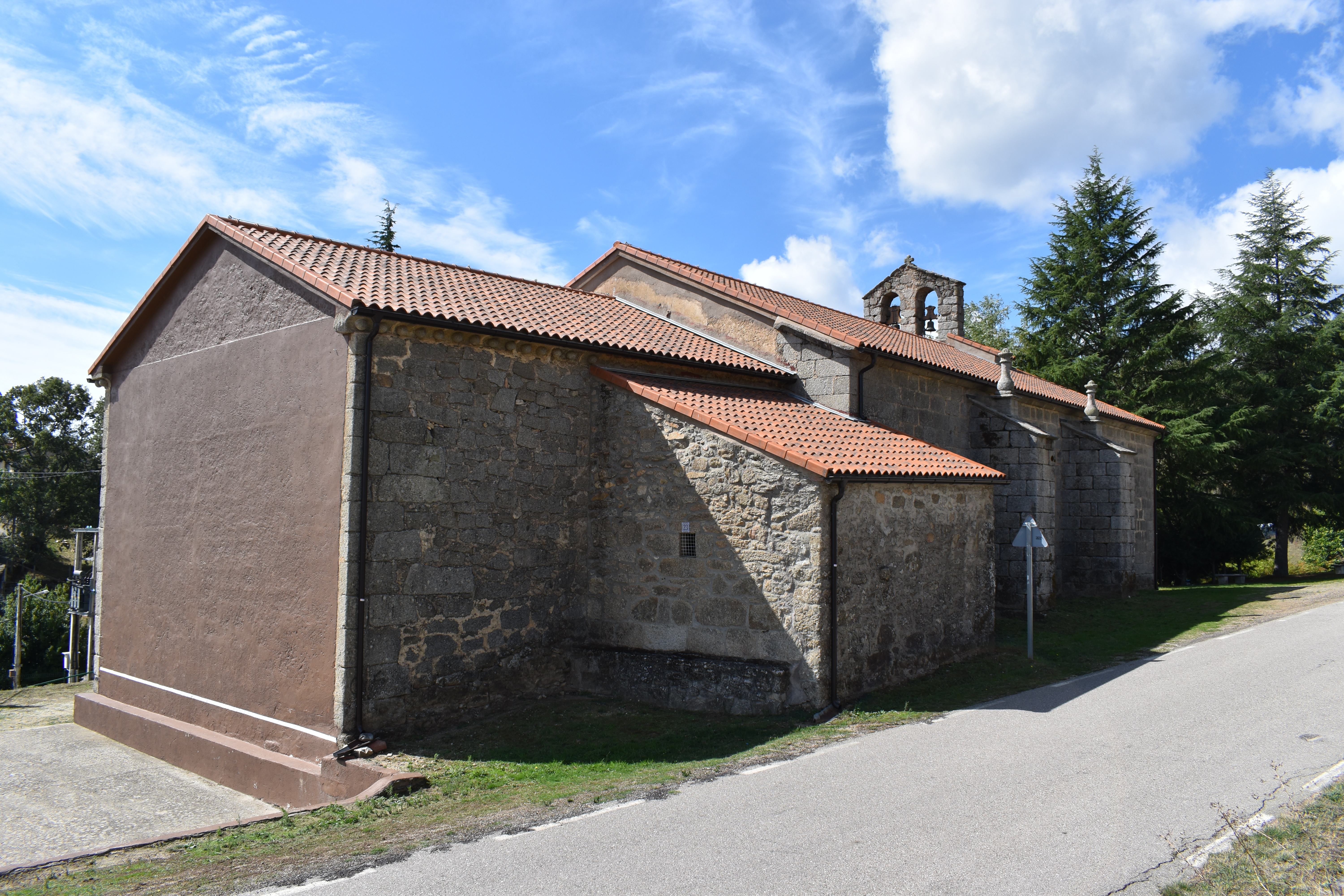
Gabrielskirche